# Gahara (Sektor)
Gahara (Kinyarwanda Umurenge wa Gahara) ist einer von 12 Sektoren im Distrikt Kirehe in der Ostprovinz von Ruanda.

## Geographie
Gahara hat eine Fläche von 106,3 km² und liegt auf einer Höhe von etwa 1390 m. Der Sektor unterteilt sich in die fünf Zellen Butezi, Muhamba, Murehe, Nyagasenyi und Rubimba. Nachbarsektoren sind im Nordwesten Mutenderi, im Norden Murama und im Osten Gatore. Im Südwesten liegt Gahara am Kagera-Nil, der die Grenze zu Burundi bildet.

## Bevölkerung
Zur Volkszählung von 2022 betrug die Einwohnerzahl 44.462. Zehn Jahre zuvor waren es 39.484, was einem jährlichen Bevölkerungszuwachs von 1,2 Prozent zwischen 2012 und 2022 entspricht.

## Verkehr
Durch den Sektor verläuft eine District Road, die Stand 2022 nicht asphaltiert ist.